# 植松精一
植松 精一（うえまつ せいいち、1955年10月10日 - ）は、静岡県富士市出身の元プロ野球選手。

## 来歴・人物
富士市立鷹岡中学時代に静岡高校にスカウトされる。静岡高校では3年時の1973年の夏の甲子園に中堅手として出場。2年生エース秋本昌宏（亜大）を擁し、水野彰夫（法大）、白鳥重治（早大 - 日産自動車）とクリーンアップを組み、順調に勝ち進む。2回戦（初戦）で長崎の海星高から高校通算36本目となる大会第7号本塁打を放つ。準々決勝で作新学院江川卓投手を雨中試合で攻略した2年投手土屋正勝擁する銚子商を下し、決勝では佃正樹投手擁する広島商と対戦した。しかし、9回裏広商のスリーバントスクイズが決まり2-3xでサヨナラ負けし準優勝にとどまった。高校通算本塁打36本の世代屈指の好打者として「投の江川、打の植松」と並び称された。当時はまだ木製バットしか使われていなかったことを考えると、この36本は驚異的な記録であることが窺える。高校時代の植松は高校生のバッターとしては最も完成された打者であり、同じ左打者の掛布雅之（当時習志野高に在籍）が目標にしていた。
1974年、江川卓や植松、中尾孝義、堀場秀孝らの慶大受験が揃って不合格となり話題となるが、広商の佃投手や金光興二、楠原基、作新学院江川ら甲子園で戦った選手らと揃って法政大学に進学した。法政では江川、金光、楠原らと1年時から六大学リーグ戦に出場。江川、袴田英利捕手、金光、楠原、徳永利美、島本啓次郎、中林千年（松江商出身）や鎗田英男（熊谷商出身）両投手ら同期組、1年上の高代延博や船木千代美（秋田市立高出身）投手、下級生の前嶋純二（平安高出身）や居郷肇らと、4連覇を含む5回の東京六大学野球リーグ優勝に貢献し法政黄金期を創る。1976年と1977年の明治神宮野球大会（第7回、第8回）で2年連続優勝。1976年、1977年には日米大学野球選手権大会日本代表に選出された。リーグ通算90試合出場、306打数84安打、打率.275、3本塁打、34打点。ベストナイン2回。
1977年のドラフト2位で阪神タイガースに入団。1年目の1978年から104試合に出場。開幕直後から64試合に先発を果たし、2番打者への定着が期待されたが打撃面で伸び悩む。翌1979年は春のキャンプで左足肉離れになり出遅れ、先発出場は終盤の2試合にとどまる。その後も故障が続き打率も低迷、1983年オフに自由契約となった。
引退後は郷里の静岡に戻ったが、その関係で西暦奇数年に草薙球場で開催される「巨人対阪神OB戦」には必ず出場している。

## 詳細情報

### 年度別打撃成績
| 年 度     | 球 団     | 試 合 | 打 席 | 打 数 | 得 点 | 安 打 | 二 塁 打 | 三 塁 打 | 本 塁 打 | 塁 打 | 打 点 | 盗 塁 | 盗 塁 死 | 犠 打 | 犠 飛 | 四 球 | 敬 遠 | 死 球 | 三 振 | 併 殺 打 | 打 率 | 出 塁 率 | 長 打 率 | O P S |
| --------- | --------- | ----- | ----- | ----- | ----- | ----- | -------- | -------- | -------- | ----- | ----- | ----- | -------- | ----- | ----- | ----- | ----- | ----- | ----- | -------- | ----- | -------- | -------- | ----- |
| 1978      | 阪神      | 104   | 259   | 227   | 28    | 45    | 9        | 3        | 2        | 66    | 14    | 4     | 2        | 9     | 0     | 23    | 4     | 0     | 47    | 1        | .198  | .272     | .291     | .563  |
| 1979      | 阪神      | 42    | 41    | 38    | 6     | 7     | 2        | 0        | 0        | 9     | 1     | 0     | 0        | 1     | 1     | 1     | 0     | 0     | 9     | 1        | .184  | .200     | .237     | .437  |
| 1980      | 阪神      | 18    | 26    | 25    | 3     | 5     | 0        | 0        | 0        | 5     | 2     | 0     | 0        | 0     | 0     | 1     | 0     | 0     | 5     | 1        | .200  | .231     | .200     | .431  |
| 1981      | 阪神      | 50    | 88    | 79    | 4     | 14    | 2        | 1        | 0        | 18    | 5     | 1     | 1        | 4     | 0     | 5     | 0     | 0     | 24    | 1        | .177  | .226     | .228     | .454  |
| 1982      | 阪神      | 6     | 8     | 7     | 1     | 1     | 0        | 0        | 0        | 1     | 0     | 0     | 0        | 1     | 0     | 0     | 0     | 0     | 3     | 0        | .143  | .143     | .143     | .286  |
| 通算：5年 | 通算：5年 | 220   | 422   | 376   | 42    | 72    | 13       | 4        | 2        | 99    | 22    | 5     | 3        | 15    | 1     | 30    | 4     | 0     | 88    | 4        | .191  | .251     | .263     | .514  |

### 背番号
- 1 （1978年 - 1983年）